# 弗鲁埃拉二世 (莱昂)
弗魯埃拉二世（弗洛伊拉二世，Froila II）（西班牙語：Fruela II，約875年—925年）從他父親阿斯圖里亞斯的阿方索三世死於910年後到他自己去世期間為阿斯图里亚斯國王。當他的父親死後，王國被三個兒子瓜分，三子弗魯埃拉取得最初的部份國土（阿斯圖里亞斯），次子奥多尼奥得到加利西亚，而長子加西亚獲得萊昂。作為阿斯圖里亞斯的國王，他有必要去鞏固往後稱為卡斯蒂利亞地區，並抑制該地的伯爵。
弗魯埃拉的母親是潘普洛納的希梅娜。他自己本身結過兩次婚，第一次是一位出身不明的女子名叫努妮拉或是努妮蘿拉（後世的史料推測她是巴斯克希梅尼斯王朝的成員之一，但這並未經證實）。他的第二任妻子烏拉卡，根據伊本·赫勒敦和伊本·哈茲姆，是卡西家族在圖德拉的領主的女兒。他們於917年結婚。
弗魯埃拉與他的二哥奧多尼奧保持著良好的關係，因為他擁有領導權。他們在收復失地運動中聯手合作，而且弗魯埃拉在奧多尼奧的公文結尾簽下拉丁文的弗魯埃拉國王Froila rex和他的第二任妻子烏拉卡王后Urraca regina。當奧多尼奧去世於924年，地方權貴忽視他的繼承和被推選的弗魯埃拉國王。弗魯埃拉從未受到貴族和他的國民的歡迎，並且他的選舉被一些人所懷疑，他們認為這可能是一場篡奪。他暗殺了海布多以及阿雷辛多，兩位歐爾蒙多的兒子，歐爾蒙多自稱自己承襲自維提薩國王，弗魯埃拉因此更進一步的與貴族疏遠。對於這點，一位編年史家描述，他被迫只擁有十四個月的在位時間。根據拉蒙·曼尼德斯·皮達爾，他放逐了萊昂的弗魯尼密歐主教，一個歐爾蒙多的親戚。不論如何，他的確統治僅僅十四多月的時間並且去世於925年初夏，有些人說在他染上短暫的痲瘋病之後。在弗魯埃拉死後，他的領土上發生數起互相衝突的爭權事件，包括他的弟弟拉米羅（他可能娶遺孀王后烏拉卡·卡西並使用皇室頭銜但最終是失敗的），和他的二哥奧多尼奧二世的兒子們，與他自己年幼的兒子們。關於立即的繼承存在著一些爭議，雖然最後他的家族輸給他的二哥奧多尼奧。
根據佩拉約主教，他有三個努妮拉所生的兒子：阿方索、奧多尼奧和拉米羅。伊本·赫勒敦將奧多尼奧和拉米羅歸為烏拉卡所生，並且留下其他子女由兩妻子之一所生的可能性。